# Titus Didius
Titus Didius est un homme politique romain du début du Ier siècle av. J.-C., un homo novus, le premier de sa famille à être devenu consul.
- En 113 ou 112 av. J.-C., il est magistrat monétaire ou triumvir monétaire, chargé de superviser la frappe de la monnaie. Sur les deniers frappés à son nom, la tête de la déesse Roma figure à l'avers ; au revers, est représenté un combat entre deux gladiateurs[1].

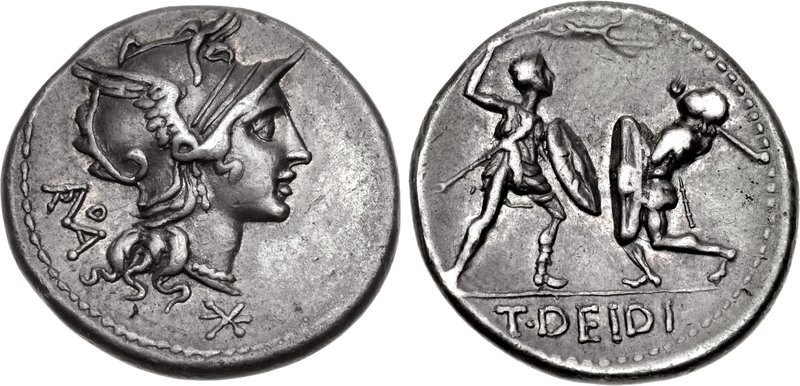
Denier frappé au nom de Titus Didius

- En 103 av. J.-C., il devient tribun de la plèbe.
- En 101 av. J.-C., il est préteur. L'année suivante, il est propréteur et fait campagne en Macédoine du nord, mettant fin aux combats face aux Scordisques.
- En 98 av. J.-C., il est élu consul. Lorsque les Celtibères se révoltent contre Rome, il est envoyé comme gouverneur en Hispanie citérieure[2] ; il met fin à la révolte dans une campagne militaire ; il prend la ville de Colenda dont il fait vendre tous les habitants en esclavage, et il organise selon l'historien Appien l'extermination, soigneusement planifiée, de toute la population (avec femmes et enfants) d’une autre cité celtibère, avec l'accord d'une commission sénatoriale[3],[2]. Il obtient le droit de triomphe en 93 av. J.-C.
- Il combat en tant que légat de Lucius Cornelius Sulla. Pendant la guerre sociale, il assiège et capture Herculanum en 89 av. J.-C.

Il est tué dans une bataille la même année, le 11 juin.